# Ejército de Virginia del Norte
El Ejército de Virginia del Norte (también llamado Ejército del Norte de Virginia, o Virginiano) fue el primer ejército a gran escala con el que contó el Ejército de los Estados Confederados en el marco de la Guerra de Secesión estadounidense.

## Formación
El ejército de Virginia del Norte se formó al fusionarse los ejércitos del Potomac, dirigido por el general Beauregard y el de Shenandoah, que estaba dirigido por Joseph E. Johnston

## Comandantes principales del Ejército
El Ejército de Virginia del Norte tuvo durante sus cuatro años de existencia un total de tres comandantes, de los cuales el más destacado por los historiadores es el virginiano Robert E. Lee.

### P. G. T. Beauregard
Aunque el mayor general Beauregard no llegó a dirigir el ejército de Virginia del Norte propiamente dicho, era el comandante del ejército del Potomac, que era el que más había contribuido a la creación del nuevo ejército.
Dentro ya del ejército de Virginia del Norte, Beauregard dirigió el primer Cuerpo del Ejército de Virginia del Norte.

### Joseph E. Johnston
Con la creación formal del ejército el 22 de octubre de 1861, Joseph E. Johnston mantuvo el mando del Ejército de Virginia del Norte debido a su actuación en la primera batalla de Bull Run. Con la llegada de Johnston y la creación del ejército la estructura que adoptó el ejército fue la de dos cuerpos principales: El primero, dirigido por Beauregard, y el segundo, dirigido por G. W. Smith.
Las jurisdicciones de las que se encargaba este ejército eran las de Aquia, Potomac y la del Valle. Más tarde también se encargarían de la de Norfolk y la de Península, en el marco del comienzo de la Campaña de la Península, en la que Johnston tuvo que mover el ejército a las defensas de Richmond, comenzó tácticas de retraso y defensa hasta que fue herido de gravedad en la Batalla de los Siete Pinos.

### Gustavus Woodson Smith
En mayo de 1862, el mando del ejército fue transferido a G. W. Smith, durante un corto periodo de tiempo desde el 31 de mayo, hasta el primer día de junio cuando el mando fue transferido oficialmente al general Robert E. Lee.

### Robert E. Lee
Bajo el mando de Robert E. Lee el ejército de Virginia del Norte fue el sinónimo del Ejército confederado. Lee dirigió varias campañas exitosas y de gran importancia. También fue el propulsor de la campaña contra Washington, en la que el ejército confederado fue derrotado debido a su número mucho menor al unionista.
Durante el largo periodo de comandancia de Robert E. Lee el ejército creció en gran medida, llegando en sus épocas de más número a contar con 3 Cuerpos de Infantería, 1 de Artillería, 1 de Caballería y 1 de Artillería defensiva estática. En total el ejército llegó a contar con 43 brigadas de infantería, 4 brigadas de caballería y 30 batallones de artillería.